# 浮动船坞

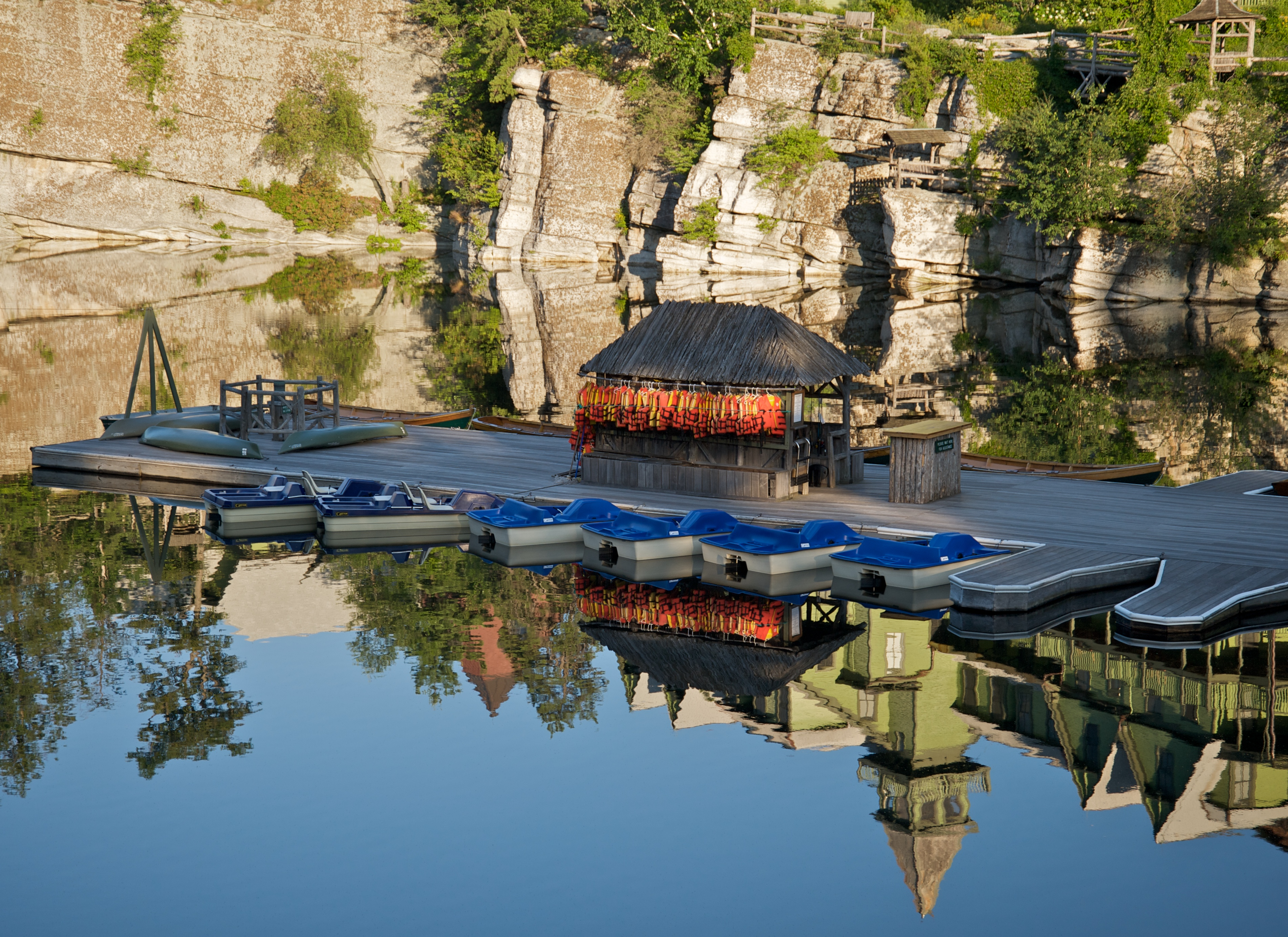
浮动船坞

浮动船坞又称浮动码头，是由浮筒支撑的一個平台。它通过舷梯与岸边相連。浮船坞通常固定在樁上，这些桩通常要嵌入海底或通过金屬繩索固定。 人們經常能在小港口看到浮动船坞这种类型的码头。